# Smålands runinskrifter 64
Sm 64, även kallad Runemostenen, är en vikingatida runsten av amfibolit belägen i Västhorja i norra Värnamo. Stenen omnämns i Rannsakningarna, en förteckning över fornminnen från 1660-talet. Uppmålad 1968 och 1992.

## Inskriften
Translitterering av runraden:
þurun : sati : stin : eftiʀ : oskil : buta : sin : auk : eftiʀ · sunu : sina : suin : auk : tufa : kuþ : hialbi : selu : þiʀa
Normalisering till runsvenska:
Þorunnr satti stæin æftiʀ Askel, bonda sinn, ok æftiʀ sunu sina Svæin ok Tofa. Guð hialpi salu þæiʀa.
Översättning till nusvenska:
Torunn satte stenen efter Eskil, sin make, och efter sina söner Sven och Tove. Gud hjälpe deras själ.